# Cheiracanthium pennuliferum
Cheiracanthium pennuliferum là một loài nhện trong họ Miturgidae.
Loài này thuộc chi Cheiracanthium. Cheiracanthium pennuliferum được Eugène Simon miêu tả năm 1909.